# دهستان فیروزآباد
فیروزآباد، دهستانی است از توابع بخش فیروزآباد شهرستان سلسله در استان لرستان ایران. 

## جمعیت
براساس سرشماری سال ۱۳۹۵ جمعیت فیروزآباد ۱۰٬۰۹۲ نفر بوده که ۵۱۵۹ نفر مرد و ۴۹۳۳ نفر زن بوده اند. این دهستان دارای ۲۸۹۱ خانوار می‌باشد.